# Lithophane merckii
Lithophane merckii är en fjärilsart som beskrevs av Jules Pièrre Rambur 1832. Lithophane merckii ingår i släktet Lithophane och familjen nattflyn. Inga underarter finns listade i Catalogue of Life.